# Wareham (Engeland)
Wareham is een plaats en civil parish in het bestuurlijke gebied Dorset, in het Engelse graafschap Dorset. De plaats telt 8.417 inwoners.
Het noordelijke, meer landelijke deel van Wareham maakt deel uit van de civil parish Wareham St. Martin. Het zuidelijk, meer stedelijke gebied van Wareham maakt deel uit van de civil parish Wareham Town.
In 802 werd de koning van Wessex Beorhtric van Wessex hier begraven. Ook Eduard de Martelaar werd hier begraven maar zijn lichaam werd later overgebracht naar Shaftesbury Abbey.
Abbotsbury
· Affpuddle
· Alderholt
· Allington
· Alton Pancras
· Anderson
· Arne
· Ashmore
· Askerswell
· Athelhampton
· Batcombe
· Beaminster
· Beer Hackett
· Bere Regis
· Bettiscombe
· Bincombe
· Bishop's Caundle
· Blandford Forum
· Blandford St. Mary
· Bloxworth
· Bothenhampton
· Bourton
· Bradford Abbas
· Bradford Peverell
· Bradpole
· Bridport
· Broadmayne
· Broadwindsor
· Bryanston
· Buckhorn Weston
· Buckland Newton
· Burleston
· Burstock
· Burton
· Burton Bradstock
· Cann
· Castleton
· Cattistock
· Caundle Marsh
· Cerne Abbas
· Chalbury
· Chaldon Herring
· Charlton Marshall
· Charminster
· Charmouth
· Chedington
· Cheselbourne
· Chetnole
· Chettle
· Chickerell
· Chideock
· Child Okeford
· Chilfrome
· Church Knowle
· Clifton Maybank
· Colehill
· Compton Abbas
· Compton Valence
· Coombe Keynes
· Corfe Castle
· Corfe Mullen
· Corscombe
· Cranborne
· Crossways
· Dewlish
· Dorchester
· Durweston
· East Chelborough
· East Holme
· East Lulworth
· East Orchard
· East Stoke
· East Stour
· Edmondsham
· Evershot
· Farnham
· Ferndown
· Fifehead Magdalen
· Fifehead Neville
· Fleet
· Folke
· Fontmell Magna
· Frampton
· Frome St. Quintin
· Frome Vauchurch
· Gillingham
· Glanvilles Wootton
· Goathill
· Godmanstone
· Gussage All Saints
· Gussage St. Michael
· Halstock
· Hammoon
· Hanford
· Hazelbury Bryan
· Hermitage
· Hilfield
· Hilton
· Hinton Martell
· Hinton Parva
· Hinton St. Mary
· Holnest
· Holt
· Holwell
· Hooke
· Horton
· Hurn
· Ibberton
· Isle of Portland
· Iwerne Courtney
· Iwerne Minster
· Iwerne Steepleton
· Kimmeridge
· Kingston Russell
· Kington Magna
· Langton Herring
· Langton Long Blandford
· Langton Matravers
· Leigh
· Leweston
· Lillington
· Littlebredy
· Litton Cheney
· Loders
· Long Bredy
· Long Crichel
· Longburton
· Lydlinch
· Lyme Regis
· Lytchett Matravers
· Lytchett Minster and Upton
· Maiden Newton
· Manston
· Mapperton
· Mappowder
· Margaret Marsh
· Marnhull
· Marshwood
· Melbury Abbas
· Melbury Bubb
· Melbury Osmond
· Melcombe Horsey
· Milborne St. Andrew
· Milton Abbas
· Minterne Magna
· Moor Crichel
· Morden
· Moreton
· Mosterton
· Motcombe
· Nether Cerne
· Nether Compton
· Netherbury
· North Poorton
· Oborne
· Okeford Fitzpaine
· Osmington
· Over Compton
· Owermoigne
· Pamphill
· Pentridge
· Piddlehinton
· Piddletrenthide
· Pilsdon
· Pimperne
· Portesham
· Powerstock
· Poyntington
· Puddletown
· Pulham
· Puncknowle
· Purse Caundle
· Rampisham
· Ryme Intrinseca
· Sandford Orcas
· Seaborough
· Shaftesbury
· Shapwick
· Sherborne
· Shillingstone
· Shipton Gorge
· Silton
· Sixpenny Handley
· South Perrott
· Spetisbury
· St. Leonards and St. Ives
· Stalbridge
· Stanton St. Gabriel
· Steeple
· Stinsford
· Stockwood
· Stoke Abbott
· Stoke Wake
· Stour Provost
· Stourpaine
· Stourton Caundle
· Stratton
· Studland
· Sturminster Marshall
· Sturminster Newton
· Sutton Waldron
· Swanage
· Swyre
· Sydling St. Nicholas
· Symondsbury
· Tarrant Crawford
· Tarrant Gunville
· Tarrant Hinton
· Tarrant Keyneston
· Tarrant Launceston
· Tarrant Monkton
· Tarrant Rawston
· Tarrant Rushton
· Thorncombe
· Thornford
· Tincleton
· Todber
· Toller Fratrum
· Toller Porcorum
· Tolpuddle
· Trent
· Turners Puddle
· Turnworth
· Up Cerne
· Verwood
· Wareham
· Wareham St. Martin
· Wareham Town
· Warmwell
· West Chelborough
· West Compton
· West Knighton
· West Lulworth
· West Moors
· West Orchard‎
· West Parley
· West Stafford
· West Stour
· Whitcombe
· Whitchurch Canonicorum
· Wimborne Minster
· Wimborne St. Giles
· Winfrith Newburgh
· Winterborne Came
· Winterborne Clenston
· Winterborne Herringston
· Winterborne Houghton
· Winterborne Kingston
· Winterborne Monkton
· Winterborne St. Martin
· Winterborne Stickland
· Winterborne Whitechurch
· Winterborne Zelston
· Winterbourne Abbas
· Winterbourne Steepleton
· Witchampton
· Woodlands
· Woodsford
· Wool
· Woolland
· Wootton Fitzpaine
· Worth Matravers
· Wynford Eagle
· Yetminster